# Siminicea
Siminicea é uma comuna romena localizada no distrito de Suceava, na região de Moldávia. A comuna possui uma área de 39.39 km² e sua população era de 3047 habitantes segundo o censo de 2007.